# NGC 2961
NGC 2961 é uma galáxia espiral (Sb) localizada na direcção da constelação de Ursa Major. Possui uma declinação de +68° 36' 33" e uma ascensão recta de 9 horas, 45 minutos e 22,3 segundos.
A galáxia NGC 2961 foi descoberta em 26 de Dezembro de 1873 por Lawrence Parsons.